# Équipe de Belgique de Coupe Davis
L'équipe de Belgique de Coupe Davis représente la Belgique à la Coupe Davis. Elle est placée sous l'égide de la Fédération royale belge de tennis.

## Historique
Créée en 1904, l'équipe de Belgique de Coupe Davis obtient la même année son meilleur résultat en atteignant la finale de l'épreuve, qu'elle perd face au Royaume-Uni (0-5).
Ensuite, les Belges ont atteint les demi-finales de l'édition 1999 en battant la République tchèque (3-2) et la Suisse (3-0) avant de s'incliner face à la France (1-4). Depuis lors, l'équipe belge alterne entre les participations au groupe mondial et au groupe continental, atteignant les quarts de finale en 2007 en battant l'Australie. 
En 2015 elle atteint à nouveau la finale où, comme en 1904, elle est opposée au Royaume-Uni mais cette fois en Belgique. La Belgique perd 3-1 face au Royaume-Uni.
Deux ans plus tard, la Belgique rejoint la finale, qu'elle perd contre la France 2-3. Ces deux finales ont été possibles grâce notamment à la présence de David Goffin, premier Belge à intégrer le top 10 mondial, et Steve Darcis, auteur de plusieurs performances contre des joueurs mieux classés.

## Joueurs de l'équipe
Les joueurs en gras sont encore actifs.
| Joueur                   | 1re sélection | Total Gagnés-Perdus | Simple G-P | Double G-P | Rencontres jouées | Années actives |
| ------------------------ | ------------- | ------------------- | ---------- | ---------- | ----------------- | -------------- |
| Ruben Bemelmans          | 2008          | 12-19               | 5-10       | 7-9        | 22                | 10             |
| Zizou Bergs              | 2021          | 5-6                 | 4-5        | 0-0        | 6                 | 3              |
| Bernard Boileau          | 1977          | 22-16               | 16-10      | 6-6        | 14                | 9              |
| Jacky Brichant           | 1949          | 71-49               | 52-27      | 19-22      | 42                | 17             |
| Kimmer Coppejans         | 2015          | 4-5                 | 3-5        | 1-0        | 5                 | 5              |
| Steve Darcis             | 2005          | 24-19               | 23-12      | 1-7        | 25                | 12             |
| Xavier Daufresne         | 1988          | 6-7                 | 3-4        | 3-3        | 8                 | 4              |
| Paul de Borman           | 1904          | 1-11                | 1-8        | 0-3        | 5                 | 4              |
| Joris De Loore           | 2016          | 5-6                 | 3-3        | 4-10       | 8                 | 5              |
| Filip Dewulf             | 1991          | 16-26               | 12-16      | 4-10       | 21                | 11             |
| Michael Geerts           | 2021          | 1-1                 | 1-1        | 0-0        | 2                 | 2              |
| David Goffin             | 2012          | 27-9                | 24-7       | 0-3        | 21                | 10             |
| Willy le Maire de Warzée | 1904          | 2-3                 | 2-1        | 0-2        | 2                 | 1              |
| Xavier Malisse           | 1998          | 12-12               | 12-8       | 0-4        | 15                | 10             |
| Eduardo Masso            | 1990          | 6-8                 | 6-4        | 0-4        | 6                 | 3              |
| Bernard Mignot           | 1972          | 15-11               | 9-9        | 6-2        | 9                 | 5              |
| Dick Norman              | 1995          | 5-5                 | 3-3        | 2-2        | 6                 | 6              |
| Jacques Peten            | 1946          | 4-9                 | 4-8        | 0-1        | 7                 | 6              |
| Libor Pimek              | 1991          | 2-5                 | 0-0        | 2-5        | 7                 | 6              |
| Christophe Rochus        | 1999          | 6-15                | 4-11       | 2-4        | 14                | 9              |
| Olivier Rochus           | 2000          | 23-28               | 15-15      | 8-13       | 30                | 15             |
| Thierry Stevaux          | 1977          | 6-10                | 4-6        | 2-4        | 8                 | 5              |
| Christophe Van Garsse    | 1994          | 6-5                 | 6-4        | 0-1        | 7                 | 4              |
| Johan Van Herck          | 1995          | 7-5                 | 7-3        | 0-2        | 9                 | 5              |
| Tom Vanhoudt             | 1991          | 4-5                 | 0-0        | 4-5        | 9                 | 6              |
| Kristof Vliegen          | 2003          | 11-11               | 6-6        | 5-5        | 13                | 7              |
| Jean Washer              | 1921          | 14-10               | 11-5       | 3-5        | 8                 | 7              |
| Philippe Washer          | 1946          | 66-36               | 46-18      | 20-18      | 39                | 14             |
| Bart Wuyts               | 1988          | 15-7                | 15-6       | 0-1        | 11                | 7              |
| Raphaël Collignon        | 2024          | 0-1                 | 0-1        | 0-0        | 1                 | 1              |

## Joueurs de la campagne 2018
Les joueurs suivants ont été sélectionnés pour disputer la Coupe Davis 2018.
- Ruben Bemelmans
- Julien Cagnina
- David Goffin
- Joris De Loore
- Sander Gillé
- Joran Vliegen

## Capitaines
- Bernard Mignot (1982-1991)
- Johan Depreter (1991-1992)
- Eduardo Masso (1993-1997)
- Gabriel Gonzalez (1998-2001)
- Steven Martens (2001-2005)
- Julien Hoferlin (2006-2008)
- Reginald Willems (2009-2011)
- Johan Van Herck (2011- 2023)
- Steve Darcis (2023 - )

## Rencontres
| Édition   | Groupe         | Rencontre       | Adversaire      | Score |
| --------- | -------------- | --------------- | --------------- | ----- |
| 1988      | Groupe I       | 1/4 de finale   | Finlande        | 1-4   |
| 1988      | Groupe I       | Barrages        | Hongrie         | 2-3   |
| 1989      | Groupe II      | 1/4 de finale   | Turquie         | 5-0   |
| 1989      | Groupe II      | 1/2 finale      | Luxembourg      | 5-0   |
| 1989      | Groupe II      | Finale          | Grèce           | 5-0   |
| 1990      | Groupe I       | 1/4 de finale   | Hongrie         | 4-1   |
| 1990      | Groupe I       | Barrages        | Corée du Sud    | 4-1   |
| 1991      | Groupe mondial | 1/8 de finale   | Australie       | 0-5   |
| 1991      | Groupe mondial | Barrages        | Israël          | 4-1   |
| 1992      | Groupe mondial | 1/8 de finale   | Tchécoslovaquie | 0-5   |
| 1992      | Groupe mondial | Barrages        | Allemagne       | 0-5   |
| 1993      | Groupe I       | 1/4 de finale   | Luxembourg      | 5-0   |
| 1993      | Groupe I       | Barrages        | Brésil          | 3-1   |
| 1994      | Groupe mondial | 1/8 de finale   | Pays-Bas        | 0-5   |
| 1994      | Groupe mondial | Barrages        | Israël          | 3-2   |
| 1995      | Groupe mondial | 1/8 de finale   | Russie          | 1-4   |
| 1995      | Groupe mondial | Barrages        | Norvège         | 5-0   |
| 1996      | Groupe mondial | 1/8 de finale   | Suède           | 1-4   |
| 1996      | Groupe mondial | Barrages        | Roumanie        | 2-3   |
| 1997      | Groupe I       | 1/4 de finale   | Danemark        | 3-2   |
| 1997      | Groupe I       | Barrages        | France          | 3-2   |
| 1998      | Groupe mondial | 1/8 de finale   | Pays-Bas        | 3-2   |
| 1998      | Groupe mondial | 1/4 de finale   | États-Unis      | 1-4   |
| 1999      | Groupe mondial | 1/8 de finale   | Tchéquie        | 3-2   |
| 1999      | Groupe mondial | 1/4 de finale   | Suisse          | 3-2   |
| 1999      | Groupe mondial | 1/2 finale      | France          | 1-4   |
| 2000      | Groupe mondial | 1/8 de finale   | Russie          | 1-4   |
| 2000      | Groupe mondial | Barrages        | Italie          | 4-1   |
| 2001      | Groupe mondial | 1/8 de finale   | France          | 0-5   |
| 2001      | Groupe mondial | Barrages        | Maroc           | 2-3   |
| 2002      | Groupe I       | 1/4 de finale   | Grèce           | 5-0   |
| 2002      | Groupe I       | Barrages        | Zimbabwe        | 4-1   |
| 2003      | Groupe mondial | 1/8 de finale   | Espagne         | 0-5   |
| 2003      | Groupe mondial | Barrages        | Autriche        | 2-3   |
| 2004      | Groupe I       | 1/4 de finale   | Zimbabwe        | 4-1   |
| 2004      | Groupe I       | Barrages        | Croatie         | 2-3   |
| 2005      | Groupe I       | 1/4 de finale   | Serbie          | 3-2   |
| 2005      | Groupe I       | Barrages        | États-Unis      | 1-4   |
| 2006      | Groupe I       | 1/4 de finale   | Ukraine         | 4-1   |
| 2006      | Groupe I       | Barrages        | Slovaquie       | 3-2   |
| 2007      | Groupe mondial | 1/8 de finale   | Australie       | 3-2   |
| 2007      | Groupe mondial | 1/4 de finale   | Allemagne       | 2-3   |
| 2008      | Groupe mondial | 1/8 de finale   | Tchéquie        | 2-3   |
| 2008      | Groupe mondial | Barrages        | Suisse          | 1-4   |
| 2009      | Groupe I       | 1/4 de finale   | Pologne         | 4-1   |
| 2009      | Groupe I       | Barrages        | Ukraine         | 3-2   |
| 2010      | Groupe mondial | 1/8 de finale   | Tchéquie        | 1-4   |
| 2010      | Groupe mondial | Barrages        | Australie       | 3-2   |
| 2011      | Groupe mondial | 1/8 de finale   | Espagne         | 1-4   |
| 2011      | Groupe mondial | Barrages        | Autriche        | 1-4   |
| 2012      | Groupe I       | 1/4 de finale   | Grande-Bretagne | 4-1   |
| 2012      | Groupe I       | Barrages        | Suède           | 5-0   |
| 2013      | Groupe mondial | 1/8 de finale   | Serbie          | 2-3   |
| 2013      | Groupe mondial | Barrages        | Israël          | 3-2   |
| 2014      | Groupe mondial | 1/8 de finale   | Kazakhstan      | 2-3   |
| 2014      | Groupe mondial | Barrages        | Ukraine         | 3-2   |
| 2015      | Groupe mondial | 1/8 de finale   | Suisse          | 3-2   |
| 2015      | Groupe mondial | 1/4 de finale   | Canada          | 5-0   |
| 2015      | Groupe mondial | 1/2 finale      | Argentine       | 3-2   |
| 2015      | Groupe mondial | Finale          | Grande-Bretagne | 1-3   |
| 2016      | Groupe mondial | 1/8 de finale   | Croatie         | 2-3   |
| 2016      | Groupe mondial | Barrages        | Brésil          | 4-0   |
| 2017      | Groupe mondial | 1/8 de finale   | Allemagne       | 4-1   |
| 2017      | Groupe mondial | 1/4 de finale   | Italie          | 3-2   |
| 2017      | Groupe mondial | 1/2 finale      | Australie       | 3-2   |
| 2017      | Groupe mondial | Finale          | France          | 2-3   |
| 2018      | Groupe mondial | 1/8 de finale   | Hongrie         | 3-2   |
| 2018      | Groupe mondial | 1/4 de finale   | États-Unis      | 0-4   |
| 2019      | Groupe mondial | Qualifications  | Brésil          | 3-1   |
| 2019      | Groupe mondial | Phase de poules | Colombie        | 2-1   |
| 2019      | Groupe mondial | Phase de poules | Australie       | 1-2   |
| 2020-2021 | Groupe mondial | Qualifications  | Hongrie         | 2-3   |
| 2020-2021 | Groupe I       | 1er tour        | Bolivie         | 3-2   |
| 2022      | Groupe mondial | Qualifications  | Finlande        | 3-2   |
| 2022      | Groupe mondial | Phase de poules | Australie       | 0-3   |
| 2022      | Groupe mondial | Phase de poules | Allemagne       | 1-2   |
| 2022      | Groupe mondial | Phase de poules | France          | 1-2   |
| 2023      | Groupe mondial | Qualifications  | Corée du Sud    | 2-3   |
| 2023      | Groupe I       | 1er tour        | Ouzbékistan     | 3-1   |
| 2024      | Groupe mondial | Qualifications  | Croatie         | 3-1   |
| 2024      | Groupe mondial | Phase de poules | Pays-Bas        | 2-1   |
| 2024      | Groupe mondial | Phase de poules | Italie          | 1-2   |
| 2024      | Groupe mondial | Phase de poules | Brésil          | 1-2   |
| 2025      | Groupe mondial | Qualifications  | Chili           | -     |